# Salle de lecture

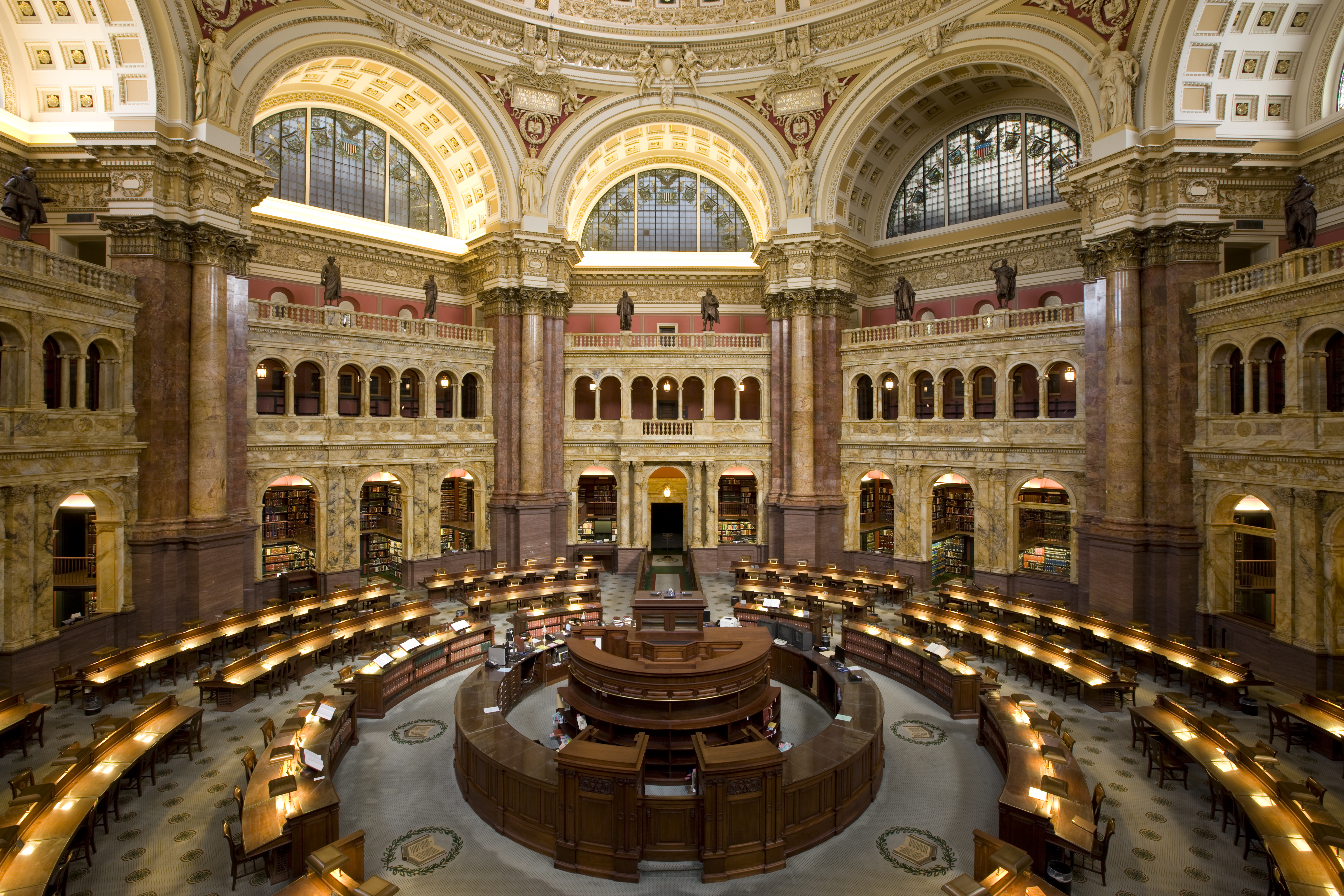
La salle de lecture de la Bibliothèque du Congrès, à Washington.

Une salle de lecture est un espace aménagé dans une bibliothèque ou un service d'archives, destiné à permettre au public de consulter les documents sur place, et de s'en servir comme lieu facilitant la lecture et l'étude des documents. Une salle de lecture est donc équipée de plans de travail adaptés au type de consultation anticipé.
Bien que la fonction essentielle d'une salle de lecture ne soit pas le stockage (ce rôle étant en principe dévolu au magasin, qui est un espace réservé au personnel), elle n'en comporte pas moins des rayons mettant à disposition en libre-service les ouvrages les plus usuels (voire parfois toute la collection lorsque l'établissement n'est pas équipé de magasin).
Selon leur taille, les bibliothèques peuvent comporter plusieurs salles de lecture, auquel cas chacune d'elles peut être spécialisée, par exemple dans une discipline.
Les salles de lecture possèdent parfois une « banque de salle » ou un « comptoir de référence », c'est-à-dire un point d'accueil où les lecteurs peuvent s'adresser à un bibliothécaire ou un archiviste pour solliciter des informations ou de l'aide.
Une salle de lecture étant un lieu de travail, le silence y est généralement de rigueur, tandis que la nourriture et les boissons y sont habituellement proscrites pour ne pas endommager les collections.
L'accès à la salle de lecture est souvent gratuit, selon le type d'institution dans laquelle est est située; cependant ce n'est pas toujours le cas, comme à la bibliothèque François-Mitterrand, où il faut acheter une carte magnétique pour passer les portillons d'accès placés à l'entrée de celle-ci.

## Réglementation
Selon les pays, la salle de lecture, son aménagement ou son fonctionnement peuvent être encadrés par la loi. La plupart des salles de lecture disposent également d’un règlement intérieur, dont l’existence peut être rendu obligatoire par la loi. 
C’est par exemple le cas en France pour les services d’archives territoriales. En général, un règlement intérieur aborde les conditions d’accès à la salle de lecture, les modalités de mise à disposition, de consultation, de reproduction et de diffusion des documents, la tarification des services rendus ainsi que les sanctions auxquelles s’expose le lecteur en cas de non respect du règlement.

## Parties constituantes

### Espaces d’accueil
Ces espaces peuvent se trouver en amont de la salle de lecture proprement dite ou, dans le cas de structures plus petites, à l’intérieur de celle-ci. Ils permettent d’assurer les services nécessaires au bon accueil du public : inscription, délivrance de la carte de lecteur et, le cas échéant, vérification de l’identité. Un vestiaire et une consigne peuvent également précéder la salle de lecture, la plupart du temps sous forme de casiers en libre-service. Ces dispositifs sont plus fréquents dans les services d’archives que dans les bibliothèques, ceux-ci interdisant généralement d’amener dans la salle de lecture sacs, sacoches et manteaux.

### Salle de lecture

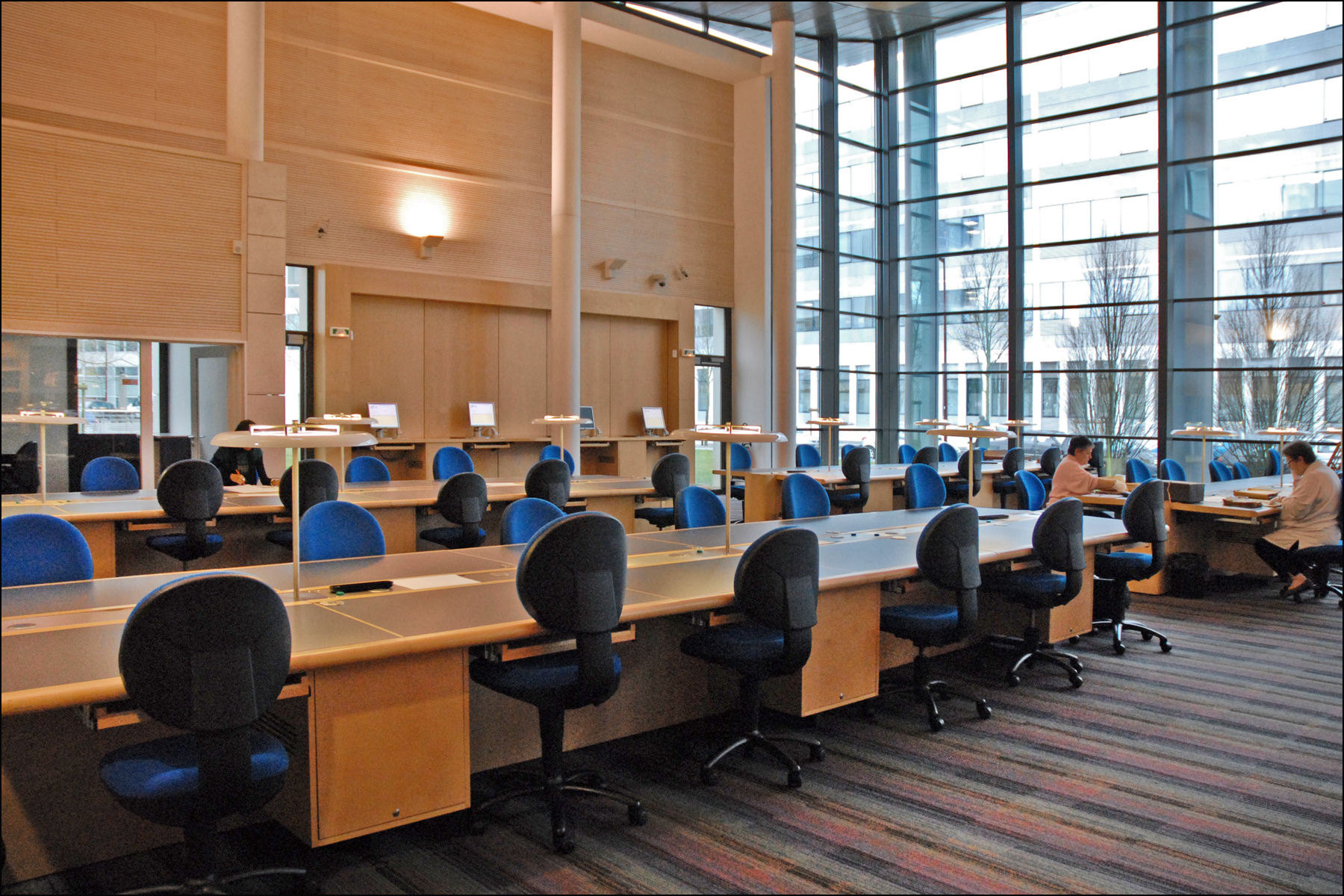
Salle de lecture des archives départementales des Yvelines. L’espace largement ouvert minimisant le plus possible les obstacles visuels est caractéristique des salles de lecture d’archives, dans lesquelles la surveillance des lecteurs est essentielle.

La salle de lecture à proprement parler forme le cœur de l’espace de consultation. Dans l’idéal, sa conception architecturale est étudiée de sorte à faciliter les circulations et maximiser le confort des lecteurs et du personnel. Dans ce but, elle doit offrir une bonne qualité d’éclairage, qu’il soit naturel ou artificiel, et un volume calculé sur la base d’une surface d’au moins 5 m2 par lecteur. Le confort acoustique est aussi essentiel : elle doit non seulement être isolée phoniquement de l’extérieur, mais les matériaux et les volumes intérieurs doivent également contribuer à réduire les bruits provenant de l’intérieur de la salle. Certaines salles de lecture ont par exemple un revêtement de sol en moquette afin d’étouffer le bruit des pas et des chariots.
L’espace intérieur est divisé en plusieurs zones:
- Le plus grand espace est celui consacré à la consultation des documents, où se trouvent les tables des lecteurs[5].
- La zone de gestion comprend les guichets de délivrance et de retour des documents, ainsi que le bureau du responsable de salle[6]. Ces différents guichets sont souvent rassemblés en un seul bloc appelé banque[7]. Il est fréquent dans les salles de lecture d’archives que cette zone soit surélevée sur une estrade afin de faciliter la surveillance de la salle[6].

### Espaces annexes

#### Cellules
Afin de permettre le travail de groupe ou un lecteur individuel d’être isolé du reste de la salle, par exemple parce qu’il utilise un appareil bruyant comme un lecteur de microfilm, les salles de lecture sont souvent dotées de petites salles de consultation annexes. Ces salles comptent la plupart du temps de deux à six places, bien qu’il existe parfois des salles de plus de dix places. Ces dernières sont principalement destinées aux groupes scolaires ou aux travaux pratiques des étudiants. Dans les services d’archives, où la surveillance des lecteurs est primordiale, ces salles sont toujours vitrées et proches de la banque ou à défaut placées sous vidéosurveillance.

#### Dépôt intermédiaire
Le dépôt intermédiaire, aussi appelé petit dépôt ou dépôt de liaison, est un espace servant à entreposer les documents en attente de remise aux lecteurs et ceux en attente de retour en magasin. Selon la taille de la structure, il peut s’agir d’une pièce dédiée ou d’un simple espace aménagé en arrière de la banque.

## Équipements

### Mobilier de lecture
Le principal élément de mobilier est le plan de travail. Il est adapté au type de document ou à l’usage prévu.
Dans les salles de lecture d’archives, les tables collectives de grandes dimensions et sans partition sont généralement préférées aux tables individuelles. Elles sont en effet plus pratiques pour la manipulation des grands documents et facilitent la surveillance. Les dimensions minimales conseillées pour un lecteur sont d’1 m de large et 70 cm de profondeur.
En bibliothèque, il est possible de retrouver du mobilier adapté à certains besoins et usages spécifiques, par exemple des tables et sièges ergonomiques ou du mobilier de détente.

### Bibliothèque d’usuels et inventaires
Les ouvrages usuels tels que les dictionnaires, encyclopédies et ouvrages de référence sont la plupart du temps en libre accès sur des rayonnages placés directement dans la salle de lecture. Dans les bâtiments modernes, ces rayonnages font une hauteur maximale de deux mètres afin d’éviter le recours aux escabeaux. Ils peuvent être utilisés dans les salles de lecture des bibliothèques pour diviser l’espace. En revanche, dans les salles de lecture d’archives ils sont toujours placés à l’écart de la zone de consultation, le long des murs ou, à défaut, ne dépassent pas 1,20 m de haut afin de ne pas constituer des obstacles nuisant à la surveillance de la salle.
Il est encore fréquent de trouver dans les salles de lecture d’archives des rayonnages sur lesquels sont placés en libre accès les inventaires et autres instruments de recherche. Ces rayonnages sont la plupart du temps regroupés dans une zone spécifique de la salle de lecture, voire, pour les plus grande structures, disposent d’une salle dédiée. Ces espaces ont en revanche disparus de la plupart des bibliothèques.

## Procédures liées

### Inscription
Le parcours de l’usager débute par l’inscription, dont la finalité est la gestion, la protection contre le vol et les dégradations ainsi que, le cas échéant, la réalisation de statistiques. L’inscription impose de collecter des données personnelles, ce qui peut avoir des implications juridiques. Ainsi, dans l’Union européenne, cette collecte doit se faire dans le respect du règlement général sur la protection des données, ce qui impose de la déclarer dans le registre des traitements et de ne collecter que les données strictement nécessaires au but recherché. Certaines structures peuvent demander au lecteur de présenter une pièce d’identité au moment de son inscription.

### Recherche et commande
Une fois en salle de lecture, le lecteur peut commander les documents qu’il souhaite consulter. Certaines salles de lecture permettent aussi de commander en amont de la venue, le plus souvent par internet. Pour trouver les documents qu’il recherche, il peut utiliser les instruments de recherche disponibles en salle ou demander l’aide du personnel. Le processus de communication est généralement tracé par des fiches ou par des outils informatiques, qui permettent d’attester que le document a bien été remis au lecteur et que celui-ci l’a restitué.
Selon le règlement intérieur, il peut y avoir des restrictions sur le nombre total de documents qu’un lecteur peut demander dans un certain intervalle de temps, ainsi que sur le nombre qui lui est remis simultanément. Il est notamment d’usage dans les salles de lecture d’archives de ne remettre qu’un seul document à la fois au lecteur, afin d’éviter que le contenu de deux dossiers se trouve mélangé.

### Placement
Le placement peut être libre ou imposé, le lecteur se voyant dans ce cas attribué un numéro de place. Le placement imposé est plus fréquent dans les salles de lecture d’archives que de bibliothèques, car il permet de regrouper les lecteurs et de placer ceux consultant des documents précieux à proximité de la présidence, facilitant la surveillance contre le vol et les dégradations.

## Personnel
La salle de lecture est sous la responsabilité d'un membre du personnel de l'établissement, souvent nommé président de salle en France. Celui-ci assure l’accueil du lecteur et l’oriente dans sa recherche, mais n’effectue généralement pas les recherches à sa place. Il est également responsable de la surveillance de la salle et veille au respect du règlement intérieur.
Le personnel doit être formé de manière adéquate pour pouvoir répondre de manière claire à des lecteurs dont les profils peuvent être très diversifiés, de l’universitaire cherchant quelque chose de très spécifique à la personne entrant pour la première fois dans une salle de lecture.
En France, il est d’usage dans les archives que le personnel présent en salle de lecture soit commissionné, ce qui lui permet de constater des infractions, et assermenté, ce qui lui permet de dresser des procès-verbaux.

## Salles de lecture en bibliothèque
Il y a une grande variété d'applications de ces notions, notamment au sein des bibliothèques qui présentent un éventail varié de salles de lectures. Plusieurs bibliothèques à travers le monde présente des salles de lecture grandioses, plus traditionnelles, et ayant gardé leur cachet historique. 

Toutefois, avec l'arrivée des éditions numériques et des bibliothèques numériques, et les changements sociaux entourant les pratiques de lecture, plusieurs bibliothèques s'adaptent et modifient leur espace afin de refléter différents types d'usages. Une réflexion en bibliothéconomie s’est lancée sur la forme de la bibliothèque et l'interaction que les usagers ont avec les documents et l'espace qui la constituent. De plus, la réflexion de notion de troisième lieu en bibliothéconomie engendre également une réflexion sur les espaces qui constituent la bibliothèque. 
« À l’heure de la dématérialisation des supports et de l’avènement des bibliothèques numériques, les bibliothèques de troisième lieu engagent un réel pari physique. Elles se veulent point d’ancrage de leur collectivité. Afin d’Attirer en leurs murs des publics habituellement peu réceptifs, elles procèdent à une redéfinition de leur sémantique architecturale, scellant définitivement la rupture avec les bibliothèques temples du savoir. […] L’agencement des espaces prend davantage en compte la diversité de ces pratiques : des zones silencieuses côtoient des espaces de travail informel, des salles dédiées à la réunion ou des cafés. De vastes plateaux alternent avec des espaces plus modestes ou des niches intimistes. Ce découpage spatial, parfois appelé « zoning », permet à plusieurs usages de cohabiter dans un même lieu ».
En plaçant l’usage qui sera fait des documents par l’usager au centre de l’aménagement de l’espace, les salles de lectures peuvent prendre diverses formes.

### Rose Reading Room - New York Public Library: un exemple de grandeur
C'est le cas par exemple de la célèbre et majestueuses de la Rose Main Reading Room, salle de lecture principale de la New York Public Library, est un arrêt touristique prisé de la ville de New York. Cette salle de lecture centenaire, qui figure parmi les plus grandes salles de lecture aux États-Unis, a été restaurée en 1998, présente un plafond ornementé, lui restauré en 2016. Les visiteurs peuvent venir admirer la pièce librement durant les heures de visite libre, alors que les chercheurs peuvent venir y consulter la collection en prenant rendez-vous et en réservant leurs documents à l’avance.

### Les bibliothèques de l'Université de Montréal: espaces variés
Les bibliothèques de l’Université de Montréal, avec son réseau de 14 bibliothèques réparties à travers ses campus, présentent à elles seules plusieurs formes de mobilier et de zones de lecture. 
La bibliothèque des livres rares et collection spéciales est celle qui se conforme le plus au modèle présenté dans les premières sections de cet article. Comme elle contient des documents rares et fragiles, il s’agit d’un espace fermé et réglementé, où tout le matériel de travail n’est pas accepté. Un espace d’accueil distinct met à disposition un vestiaire et permet la vérification de l’identité par les membres du personnel. La salle d’accueil, plus typique, présente un espace ouvert avec de longues tables de travail. Certains documents y sont disponibles, mais l’ensemble de la collection est localisée dans le magasin sécurisé, et les documents sont remis aux usagers sur demande avec le matériel requis pour les consulter sécuritairement.
Plusieurs bibliothèques de l’UdeM incluent les salles de lecture à même les rayons de leur collection en libre-service, comme c'est le cas par exemple des bibliothèques des lettres et sciences humaines et de droit.  Ces emplacements servant à la consultation et la lecture sont divisés en différentes zones de travail, caractérisées par le niveau de bruit qui y est permis (zone de silence, zone permettant la discussion à voix basse et zone de discussion modérée). Ces différentes zones permettent aux usagers de sélectionner l'espace qui leur convient le mieux, soit en favorisant les échanges avec leurs collègues ou la concentration en silence.
En plus de ces zones de silence, ces bibliothèques offrent différents types de mobilier adapté à des différents usages. Il est possible, par exemple, de trouver des zones de travail actives permettant une lecture en mouvement : des vélo-pupitres, des pédaliers, des planches d’équilibre. Des stations de lecture ergonomiques sont également disponibles, permettant d’alterner les positions de lectures. Certains espaces mettent également à disposition du mobilier de détente (fauteuils inclinables, chaises longues, beanbags).